# Tagil
Tagil (rusky Тагил) je řeka ve Sverdlovské oblasti v Rusku. Je dlouhá 414 km. Plocha povodí měří 10 100 km².

## Průběh toku
Pramení na východním svahu Středního Uralu. Na horním toku překonává četné peřeje. Na dolním toku je koryto členité. Ústí do Tury (přítok Tobolu, povodí Obu).

## Vodní režim
Zdrojem vody jsou sněhové srážky. Roční rozsah kolísání hladiny činí 3,3 m. Průměrný průtok vody činí 40 m³/s. Zamrzá na začátku listopadu a rozmrzá ve druhé polovině dubna.
Průměrné měsíční průtoky řeky ve stanici Troshkova v letech 1962 až 1989:

## Využití
Na řece byly vybudovány dvě přehradní nádrže (Hornotagilská a Dolnotagilská). Leží na ní města Verchnij Tagij a Nižnij Tagil.